# Матвеев, Леонид Иванович
Леони́д Ива́нович Матве́ев (1937—2022) — советский хозяйственный, государственный и политический деятель.

## Биография
Родился в 1937 году в Москве. Член КПСС.
Окончил МВТУ им. Баумана в 1961 году, факультет «Приборостроение» по специальности «Системы автоматического управления». С 1961 года — на хозяйственной, общественной и политической работе. В 1961—2000 гг. — секретарь, первый секретарь Первомайского райкома ВЛКСМ, секретарь, второй секретарь, первый секретарь Московского городского комитета ВЛКСМ, секретарь ЦК ВЛКСМ, заведующий отделом культуры Московского горкома ВЛКСМ, первый секретарь Первомайского райкома партии, секретарь Московского горкома КПСС, первый заместитель председателя Мосгорисполкома, управляющий делами МИД СССР, генеральный консул СССР/РФ в Карловых Варах, Чрезвычайный и Уполномоченный посланник, директор концерна Škoda по связям России и СНГ, советник Президента Российского Союза промышленников и предпринимателей.
Избирался депутатом Верховного Совета РСФСР 11-го созыва. Делегат XXVI и XXVII съездов КПСС.
Жил в Москве, написал автобиографическую книгу «Моя жизнь без прикрас». Скончался 23 декабря 2022 года.